# Manchester City Football Club 1999-2000

## Stagione
Nella stagione 1999-2000 il Manchester City ha partecipato alla First Division, seconda divisione del campionato inglese. Giunse 2° venendo quindi promosso in Premier League dopo 5 anni di assenza e appena un anno dopo la retrocessione in terza divisione, all'epoca denominata second Division. Nella FA Cup e nella Football League Cup venne eliminato rispettivamente al 4º e 2º turno.

## Team kit
Lo sponsor tecnico fu Le Coq Sportif mentre il main sponsor fu Eidos.
| Manica sinistra · Manica sinistra · Maglietta · Maglietta · Manica destra · Manica destra · Pantaloncini · Pantaloncini · Calzettoni · Calzettoni |
| Casa |

| Manica sinistra · Manica sinistra · Maglietta · Maglietta · Manica destra · Manica destra · Pantaloncini · Pantaloncini · Calzettoni |
| Trasferta |

| Manica sinistra · Manica sinistra · Maglietta · Maglietta · Manica destra · Manica destra · Pantaloncini · Pantaloncini · Calzettoni · Calzettoni |
| Third |

## Rosa
| N. |                             | Ruolo | Calciatore      |
| -- | --------------------------- | ----- | --------------- |
| 1  | Inghilterra (bandiera)      | P     | Nicky Weaver    |
| 2  | Inghilterra (bandiera)      | D     | Lee Crooks      |
| 3  | Inghilterra (bandiera)      | D     | Richard Edghill |
| 4  | Paesi Bassi (bandiera)      | D     | Gerard Wiekens  |
| 5  | Scozia (bandiera)           | D     | Andy Morrison   |
| 6  | Irlanda del Nord (bandiera) | C     | Kevin Horlock   |
| 7  | Inghilterra (bandiera)      | D     | Spencer Prior   |
| 8  | Inghilterra (bandiera)      | C     | Ian Bishop      |
| 9  | Scozia (bandiera)           | A     | Paul Dickov     |
| 10 | Bermuda (bandiera)          | A     | Shaun Goater    |
| 11 | Inghilterra (bandiera)      | C     | Terry Cooke     |
| 12 | Australia (bandiera)        | A     | Danny Allsopp   |
| 13 | Irlanda del Nord (bandiera) | P     | Tommy Wright    |
| 14 | Galles (bandiera)           | A     | Gareth Taylor   |
| 15 | Inghilterra (bandiera)      | A     | Craig Russell   |
| 16 | Inghilterra (bandiera)      | C     | Jamie Pollock   |
| 17 | Irlanda del Nord (bandiera) | C     | Jim Whitley     |
| 18 | Irlanda del Nord (bandiera) | C     | Jeff Whitley    |

| N. |                             | Ruolo | Calciatore            |
| -- | --------------------------- | ----- | --------------------- |
| 19 | Australia (bandiera)        | C     | Danny Tiatto          |
| 20 | Scozia (bandiera)           | C     | Gary Mason            |
| 22 | Inghilterra (bandiera)      | D     | Nick Fenton           |
| 24 | Scozia (bandiera)           | A     | Lee Peacock           |
| 25 | Inghilterra (bandiera)      | D     | Richard Jobson        |
| 26 | Irlanda del Nord (bandiera) | P     | Richard McKinney      |
| 27 | Irlanda (bandiera)          | D     | Shaun Holmes          |
| 28 | Inghilterra (bandiera)      | C     | Tony Grant            |
| 29 | Inghilterra (bandiera)      | C     | Shaun Wright-Phillips |
| 30 | Inghilterra (bandiera)      | P     | Steven Hodgson        |
| 31 | Inghilterra (bandiera)      | C     | David Laycock         |
| 32 | Inghilterra (bandiera)      | C     | Leon Mike             |
| 33 | Nuova Zelanda (bandiera)    | A     | Chris Killen          |
| 34 | Irlanda (bandiera)          | D     | Mark Kennedy          |
| 35 | Inghilterra (bandiera)      | A     | Lee Mills             |
| 36 | Inghilterra (bandiera)      | D     | Danny Granville       |
| 37 | Inghilterra (bandiera)      | A     | Robert Taylor         |